# Action Bronson
Pour les articles homonymes, voir Asllani et Bronson.
Action Bronson, de son vrai nom Arian Asllani (né le 2 décembre 1983 à Flushing, New York), est un rappeur américain. En août 2012, il signe sur le label Warner Bros. Records, puis chez Vice Records. Son style de rap est proche de celui de Ghostface Killah avec qui il a travaillé, avec son ami Termanology, sur le titre Meteor Hammer, extrait de la compilation Legendary Weapons du Wu-Tang Clan en 2011.
Bronson publie de nombreuses mixtapes, comme Rare Chandeliers (2012) avec le producteur américain The Alchemist, et Blue Chips 2 (2013) avec le producteur Party Supplies, avant de publier son premier album, un EP intitulé Saaab Stories, avec Harry Fraud, en 2013. Il publie son premier album studio, Mr. Wonderful, le 23 mars 2015.

## Biographie

### Jeunesse et débuts (1983–2012)
Bronson est né à Flushing dans le Queens ; il est le fils d'un père immigré albanais de confession musulmane et d'une mère new-yorkaise de confession juive,,,,. Bronson est initialement un chef cuisinier renommé avant de devenir rappeur. Il anime d'ailleurs une émission culinaire en ligne intitulée Action in the kitchen. Les textes de ses chansons parlent également souvent de nourriture.
Son premier album studio, Dr. Lecter, est publié le 15 mars 2011. La même année, il publie en collaboration avec Statik Selektah un second album intitulé Well-Done. Le 12 mars 2012, il publie sa deuxième mixtape, Blue Chips avec Party Supplies. En 2012, il collabore avec The Alchemist et Domo Genesis sur deux morceaux (Elimination Chamber et Daily News) de leur album No Idols. Le 12 août 2012, Action Bronson annonce, via Twitter, avoir signé un contrat avec Warner Bros. sur le label Vice.

### Mr. Wonderful(depuis 2013)
En mars 2013, Bronson joue au Coachella Valley Music and Arts Festival puis est classé dans la liste Freshman Class du magazine XXL. En mai 2013, Action Bronson est transféré au label Atlantic Records, et publie un extended play (EP) intitulé Saaab Stories, le 11 juin 2013. L'EP est entièrement produit par Harry Fraud et fait participer les rappeurs Raekwon, Wiz Khalifa, et Prodigy. Publié en téléchargement payant, l'EP est précédé par le single, Strictly 4 My Jeeps. En juillet 2013, il indique vouloir faire participer ses amis et rappeurs du Queens Nas et Kool G Rap, pour son premier album. Toujours en juillet, Bronson annonce la date de sortie de son premier album pour début 2014. Le 1er novembre 2013, Bronson publie Blue Chips 2, le deuxième opus de la série Blue Chips pour promouvoir son album,,,. Le 28 octobre 2013, Funkmaster Flex annonce sa participation à la mixtape Action Bronson. La production sera faite par Erick Sermon, Mike Will Made It, DJ Mustard et Jahlil Beats. En novembre 2013, Bronson annonce la participation de Kool G Rap et Mobb Deep.
En février 2014, Action Bronson, J. Cole, Kendrick Lamar et 360 accompagnent Eminem, lors d'une tournée en Australie, en Afrique du Sud et en Nouvelle-Zélande. Le 6 mai 2014, Action Bronson lance une web-série sur la cuisine, intitulée Fuck, That's Delicious,. Le 5 août 2014, Bronson publie la chanson Easy Rider extrait de son premier album Mr. Wonderful. Le 20 août 2014, le clip vidéo du titre Easy Rider est publié. La vidéo, réalisée par Tom Gould, rend hommage au film homonyme de Peter Fonda et Dennis Hopper. Bronson publie officiellement Actin Crazy, via distribution numérique le 20 janvier. Il publie l'album dans son intégralité le 23 mars 2015. Le 1er août 2015, il annule un show prévu à Osheaga, invoquant des problèmes de transport pour se rendre sur place, après qu'une pétition réclamant l'annulation de sa performance ait recueilli plusieurs milliers de signatures. Le rappeur y étant « accusé de misogynie et de faire la promotion de la haine et de la violence envers les femmes dans une de ses chansons, Consensual Rape ».
En janvier 2018, il est annoncé dans le film The Irishman de Martin Scorsese, prévu sur Netflix en 2019.

## Discographie

### Albums studio
- 2011 : Dr. Lecter
- 2015 : Mr. Wonderful[31]
- 2017 : Blue Chips 7000
- 2018 : White Bronco
- 2020 : Only For Dolphins
- 2022 : Cocodrillo Turbo

### Albums collaboratifs
- 2011 : Well-Done (avec Statik Selektah)
- 2019 : Lamb Over Rice (avec The Alchemist)

### Mixtapes
- 2011 : Bon Appetit ..... Bitch!!!!!
- 2012 : Blue Chips (avec Party Supplies)
- 2012 : Rare Chandeliers (en collaboration avec The Alchemist) – album en téléchargement gratuit[32]
- 2013 : Bronsolini
- 2013 : Blue Chips 2[33]

### EP
- 2011 : The Program EP
- 2013 : Saaab Stories

## Filmographie
- 2019 : The Irishman de Martin Scorsese
- 2020 : The King of Staten Island de Judd Apatow
- 2025 : Pris au piège - Caught Stealing (Caught Stealing) de Darren Aronofsky